# Grandval (Berna)
Grandval é uma comuna da Suíça, situada na região administrativa de Jura Bernense, no cantão de Berna. Tem 8,24 km² de área e sua população em 2018 foi estimada em 404 habitantes.